# Kozma Béla (tanár)

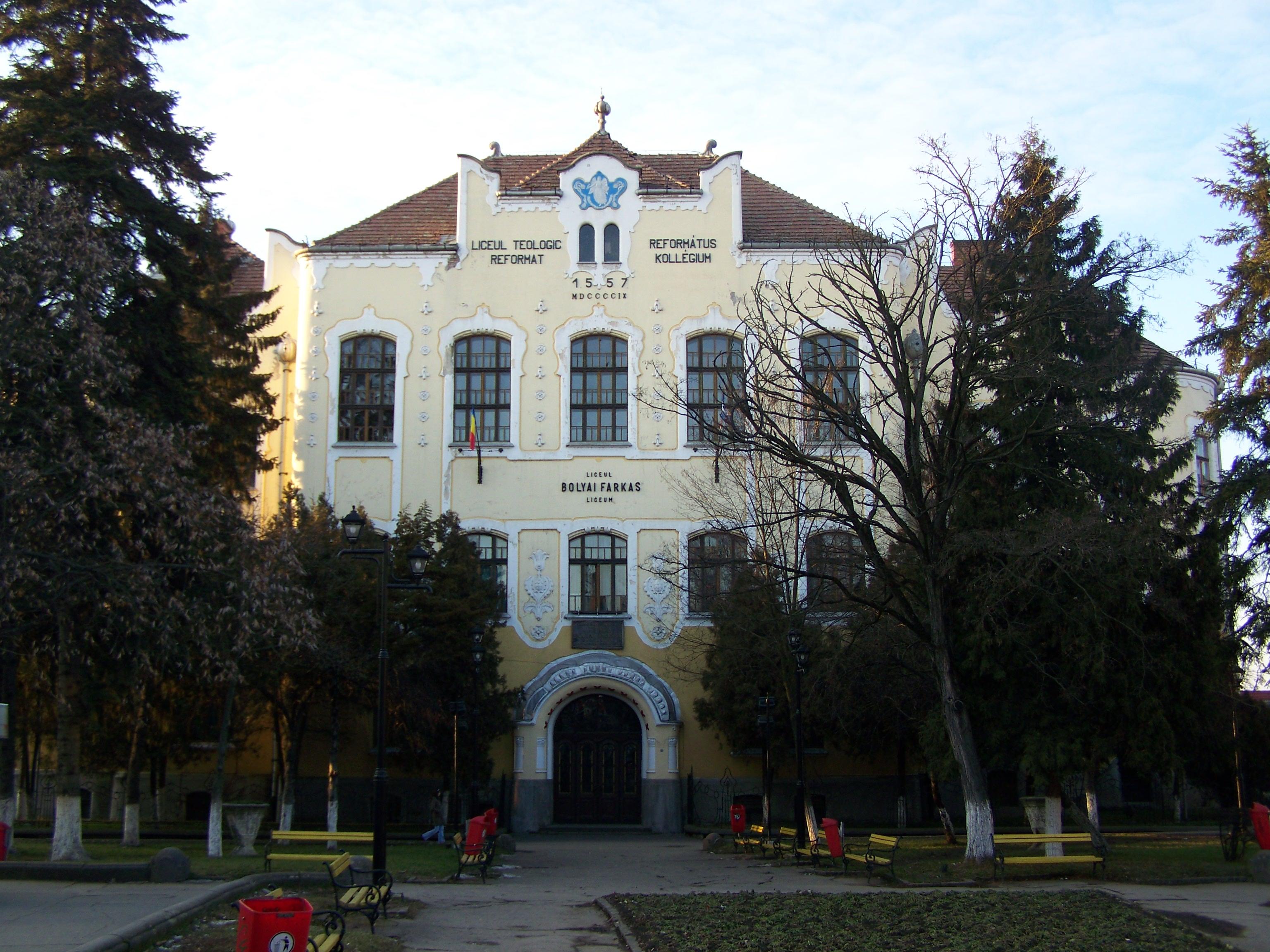
Református Kollégium és Bolyai Farkas Líceum

A két Bolyai

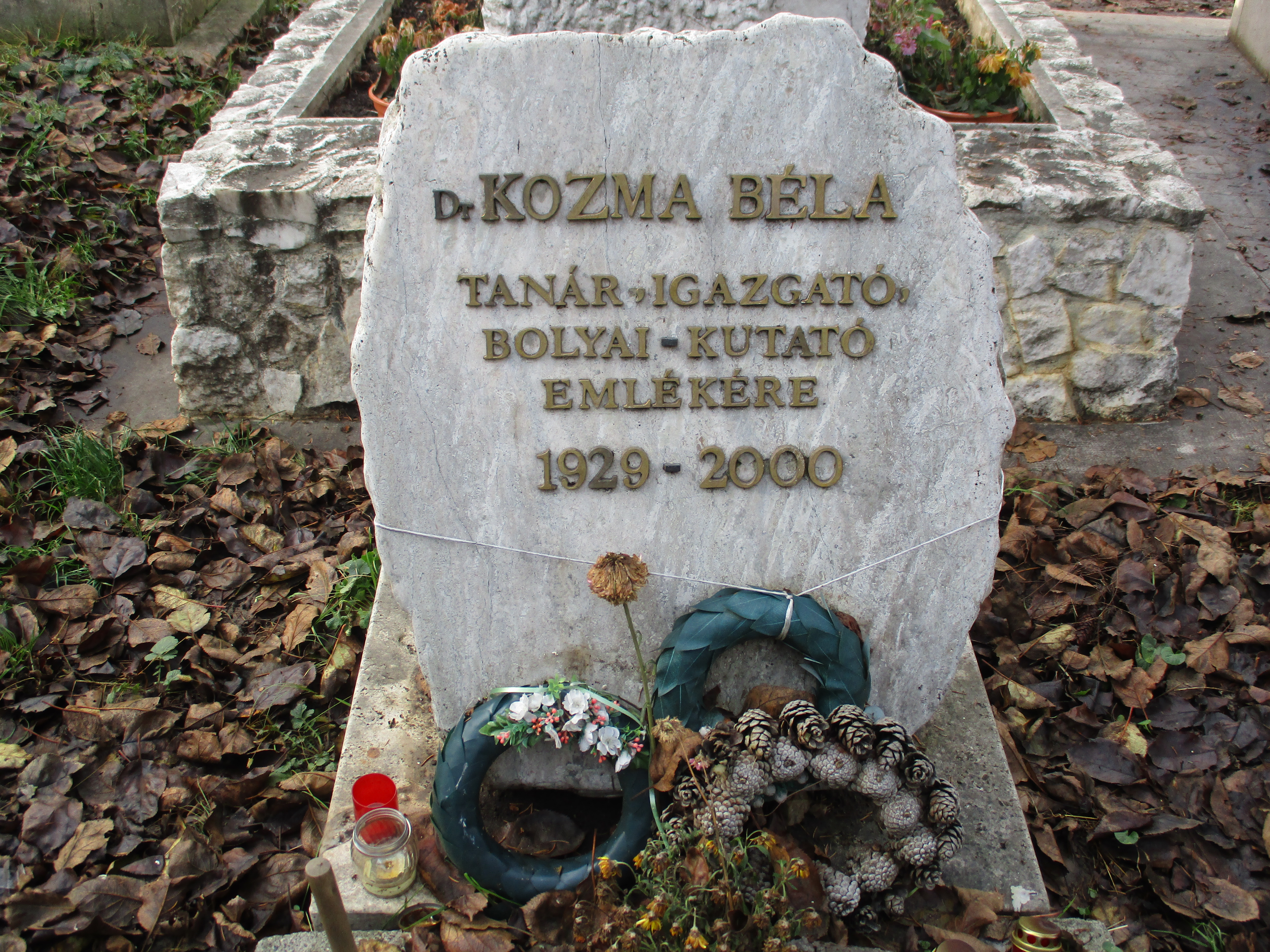
Emlékköve a marosvásárhelyi református temetőben a két Bolyai sírja mellett

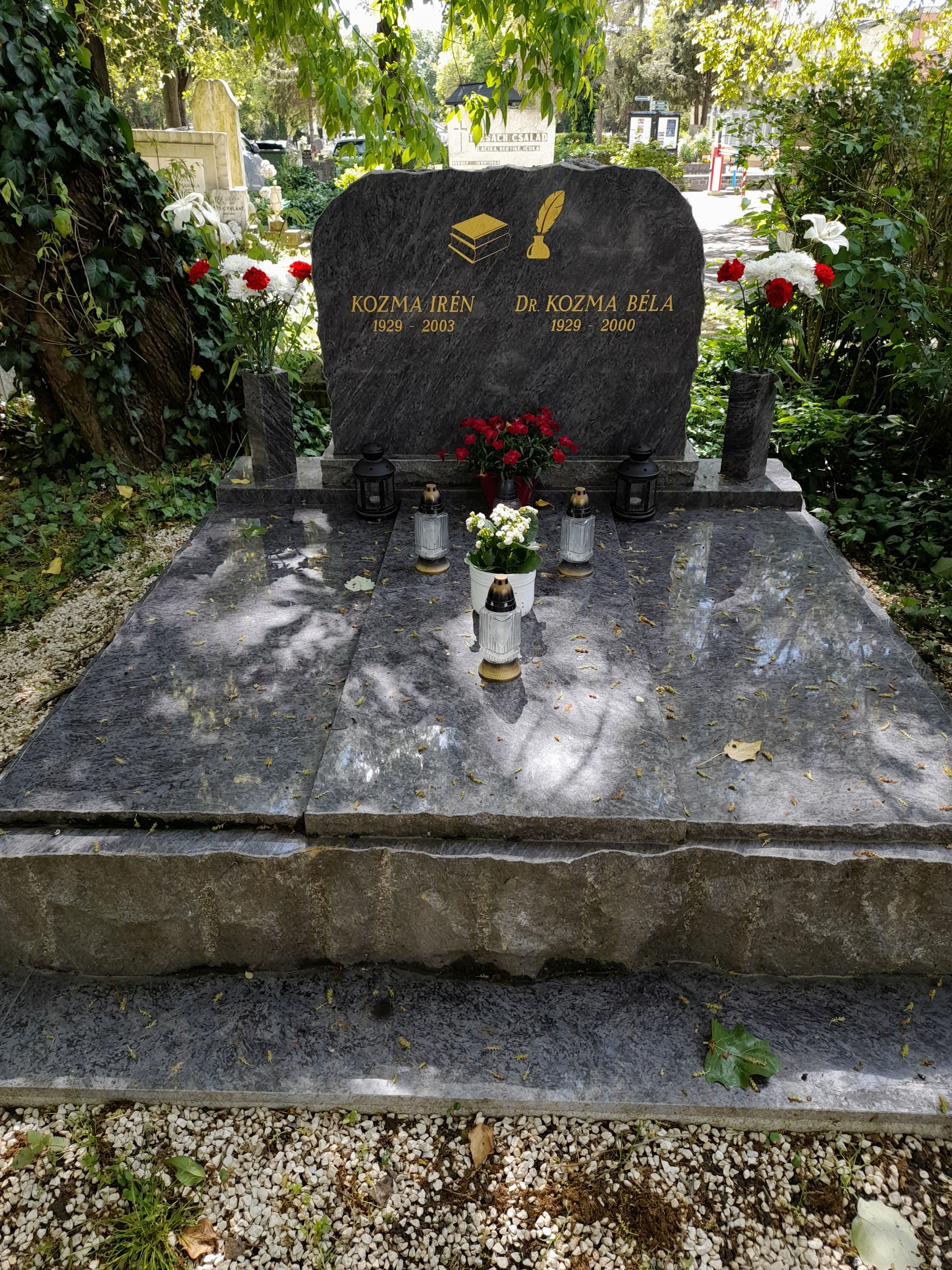
Sírja az újpesti Megyeri temetőben

Kozma Béla (Mezőbánd, 1929 – Budapest, 2000. november 1.) magyar nyelv és irodalom szakos tanár, a marosvásárhelyi Bolyai Farkas Líceum igazgatója, a Bolyai-kultusz egyik elindítója.

## Életpályája
A marosvásárhelyi református kollégiumban érettségizett 1948-ban. A kolozsvári Bolyai Tudományegyetemen 1953-ban elvégezte a magyar nyelv és irodalom szakot. Ezután egykori iskolája tanára lett, amely akkor Rangheţ Iosif Fiúlíceum néven működött. Előbb aligazgató, majd 1954-től igazgató lett. Talán legkiemelkedőbb érdeme az, hogy 1956-ban kiharcolta, hogy az iskola felvegye egykori híres tanára, Bolyai Farkas nevét. Az is neki köszönhető, hogy az iskola előtti parkban szintén 1956-ban felállították Bolyai Farkas és Bolyai János közös szobrát. Miután elűzték kedvenc iskolájából, 1963 és 1966, valamint 1974 és 1990 között a Papiu Ilarian Líceum tanára, közben 1966 és 1974 között az Unirea Líceum tanára és igazgatója volt. 1992-től nyugdíjas lett, de tovább tanított 1994 őszéig. Az öregdiákok Baráti Körének alapító és vezetőségi tagja volt haláláig. Sírja a Budapesten a Megyeri temetőben van, de a Baráti Kör emlékkövet emelt emlékére a marosvásárhelyi református temetőben, a két Bolyai sírjának szomszédságában.

## Könyvei
- Fűzetlen orientál gyöngyök: Bolyai Farkas aforizmái, Mentor Kiadó, Marosvásárhely, 1994.
- A Marosvásárhelyi Református Kollégium – Bolyai Farkas Líceum 440 éves története (1557–1997), Palatino Kiadó, Marosvásárhely, 1997,

## Emlékezete
2018-ban emléktáblát helyeztek el a Bolyai Farkas Líceum egyik folyosóján, és elnevezték a könyvtárat Dr. Kozma Béla Könyvtárnak.